# Brilha La Luna
"Brilha la Luna" é uma canção do girl group brasileiro Rouge, lançada como primeiro single do segundo álbum de estúdio das meninas, C'est La Vie (2003). A canção foi escrita e produzida por Rick Bonadio, trazendo o zouk como estilo dominante da canção. "Brilha la Luna" tem versos em espanhol, e em muitas vezes, portunhol. A canção traz apenas Luciana cantando um solo, já que a canção inteira é cantada por todas. Após sua saída do grupo, os versos cantados por Luciana foram cantados por Karin e Fantine, respectivamente. Os críticos acharam a canção parecida com "Ragatanga" e previram que alcançaria o mesmo sucesso da canção. 
Parte do videoclipe da canção foi gravado no Jardim Botânico, em São Paulo, e outra parte num estúdio, com o mesmo figurino do encarte do CD. O clipe foi bem recebido, recebendo o prêmio de "Melhor Videoclipe" no Meus Prêmios Nick 2003 e uma indicação ao VMB 2003. "Brilha la Luna" foi promovida exaustivamente, sendo cantada em inúmeros programas de TV, como o Domingo Legal, Hebe, Sabadaço, Falando Francamente, entre outros. O grupo também cantou a canção em 7 turnês, desde a Brilha la Tour (2003) até à Rouge 15 anos (2018).

## Antecedentes e lançamento
Após o sucesso do primeiro álbum, "Rouge" (2002), que vendeu mais de 1 milhão de cópias, e do hit "Ragatanga", que ficou mais de 2 meses no topo das paradas de sucesso, a Sony Music resolveu lançar um novo álbum da banda, seguindo os mesmos moldes do primeiro álbum, com a diferença de trazer um novo estilo para o grupo.
Para isso, foi trazido para o álbum o ritmo zouk que já estava presente na cena musical principalmente na Europa. O ritmo possui uma semelhança com a lambada e surgiu nas Antilhas. A canção foi lançada em abril de 2003.
Fantine Thó, também integrante do grupo, comentou sobre o novo trabalho: 
| “ | O zouk está no Brasil há muito tempo, mas nenhum artista ainda o apresentou para o grande público. Estamos lançando o pop zouk, com a cara do Rouge. | ” |

### Outras versões
Uma versão em espanhol, intitulada Brilla la Luna, foi feita para o álbum "Rouge En Español", mas o álbum acabou não sendo lançado, devido à saída de Luciana. Mesmo assim, a canção foi lançada na internet.
Após a saída de Luciana, uma nova versão da canção foi feita, para substituir os dois versos cantados por ela, Karin e Fantine, respectivamente, substituíram os versos da ex-integrante. 

## Composição e letra
"Brilha la Luna" foi escrita e produzida por Rick Bonadio, e tem versos em espanhol (mira que bella), e até mesmo portunhol (una bela luna siempre vai brilhar). A canção inicia com todas meninas cantando, "Quero uma noite pra bailar o zouk Um grande amor e um belo luar...". No pré-refrão, Luciana canta, "Quero tanto estar contigo só mais uma vez E poder bailar o zouk como a primeira vez." No refrão, todas cantam, "Brilha la luna, oh, oh, oh, Mira que bela Brilha la luna, oh, oh, oh Una bela luna siempre vai brilhar." No bridge da canção, as meninas cantam, "Hala ban hala ban hala bin bin bun ban Hala hala ban hala bin hala bun."

## Recepção

### Crítica
Denis Moreira, do Diário de São Paulo, disse que "Brilha la Luna" possui, com certas diferenças, o mesmo acento caribenho de "Ragatanga", e disse que a canção é "semelhante à lambada". Fernanda Castello Branco do Terra disse que a canção "promete trilhar o mesmo caminho do sucesso que foi Ragatanga."

### Prêmios e indicações
"Brilha La Luna" conquistou vários prêmios. A canção ganhou os prêmios de "Melhor Música" no "Capricho Awards", "Meus Prêmios Nick", "Troféu Universal Musical" e no "Prêmio Revista Zero".
| Ano  | Prêmio                 | Categoria            | Resultado |
| ---- | ---------------------- | -------------------- | --------- |
| 2003 | MTV Video Music Brasil | Escolha da Audiência | Indicado  |

## Videoclipe
Em maio, as meninas do grupo anunciaram que gravariam parte do clipe de "Brilha La Luna" no Jardim Botânico, em São Paulo, e outra parte num estúdio, com o mesmo figurino do encarte do CD. O videoclipe conta com a junção dos dois cenários, além de muita coreografia.
O videoclipe de "Brilha la Luna" foi indicado ao MTV Video Music Brasil 2003 na categoria "Escolha da Audiência" e ganhou o prêmio de "Melhor Videoclipe" no "Meus Prêmios Nick 2003".

## Faixas
CD Single
1. "Brilha La Luna" — 3:31 (versão em português)

CD Cancelado
1. "Brilha La Luna" — 3:31 (versão em espanhol)

## Divulgação
A canção foi divulgada em diversos lugares, como no Domingo Legal, Hebe, Bom Dia e Cia, Programa Raul Gil, É Show, Falando Francamente, Qual é a Música?, Boa Noite Brasil, Sabadaço, Melhor da Tarde, Eliana na Fábrica Maluca, entre outros.
"Brilha La Luna" também fez parte do DVD da banda A Festa dos Seus Sonhos (2003). A canção também fez parte da setlist de quase todas as turnês da banda: a Brilha La Tour (2003), a Turnê C'est La Vie (2003), a Turnê Planeta Pop: Rouge & Br'oz (2004) e a Turnê Blá Blá Blá (2004).

## Desempenho nas tabelas musicais

### Posições
| Tabela musical (2003) | Melhor posição |
| --------------------- | -------------- |
| Brasil (HITS)         | 2              |